# Tiliura
Tilīura (hethitisch: URUti-li-i-ú-ra) war eine hethitische Grenzstadt im Gebiet der Kaškäer. Sie lag beim Unterlauf des Flusses Kummešmaḫa, vermutlich des heutigen Yeşilırmak, die genaue Lage ist unbekannt.

## Geschichte
Die Stadt wurde unter König Ḫantili II. von Kaškäern angegriffen und dann verlassen und verfiel. Muršili II. eroberte sie in seinem neunten Jahr und baute sie wieder auf. Er ließ einen Tempel für den Wettergott von Liḫzina errichten, dem er einen Silberbecher schenkte. Die Stadt wurde einem Grenzkommandanten unterstellt und mit Deportierten besiedelt.
Ḫattušili III. erlaubte den ehemaligen Bewohnern von Tiliura sich dort wieder niederzulassen. Er erließ strenge Gesetze, die den Kaškäern unter harter Strafe verboten, die Stadt zu betreten, Geschäfte mussten vor der Stadt abgewickelt werden. Auch durfte ein Stadtbewohner keine kaškäische Sklaven in die Stadt bringen, sondern musste diese draußen auf dem Feld vor der Stadt lassen oder im Rinderstall übernachten lassen. Kaškäer durften zudem auch keine hethitischen Hirten, Schäfer und Ackerleute anrufen. Wer sich den Kaškäern anschloss, wurde von der Stadt enteignet, Haus, Felder, Frauen und Kinder.

## Kult
In Tiliura stand ein Tempel des Wettergottes von Liḫzina, dem ein Priester, ein Gesalbter und ein „Mann des Speeres“ angehörten. Die Statue des Gottes war ein Rhyton aus Holz in Gestalt eines Stieres, der auf allen Vieren stand. Er war mit Silber belegt, Kopf und Brust mit Gold. Auf dem Postament des Wettergottes waren zehn kleine Sonnenscheiben angebracht.
Zudem wurde die Quellgöttin Išḫašḫuriya (heth. diš-ḫa-aš-ḫu-ri-ia-aš al-da-an-ni-iš) verehrt. Ihre Statue war eine mit Silber belegte sitzende Frau aus Rohrgeflecht. Sie trug drei Paare Ohrringe und einen Halsreif, an dem fünf goldene Früchte hingen. Auf ihrer Brust waren sechs goldene Sonnenscheiben und darunter zwei silberne. Die Quellgöttin wurde auch in der benachbarten Stadt Tarammeka verehrt, dort zusammen mit dem Wettergott des Heerlagers (logographisch: dU KARAŠ), dem Schlachtengott Zababa und Marduk (dAMAR.UD).